# Kronjyden
Kronjyden A/S Randers Fajance- og Stentøjsfabrik var en dansk keramisk virksomhed i Randers. Virksomheden blev stiftet i 1937, producerede brugsgenstande i fajance og stentøj og havde især succes i 1960'erne, hvor den markerede sig som del af Danish Design-bølgen. I 1959-60 skabte Jens H. Quistgaard Relief, et service i stentøj, som blev meget udbredt. Samarbejdet med Quistgaard var indledt 1957.
I 1972 overtog Bing & Grøndahl Kronjyden, og navnet Kronjyden udgik, men produktionen af de mest populære stel fortsatte indtil 1988, hvor fabrikken lukkede helt. I mellemtiden var Bing & Grøndahl blevet overtaget af Royal Copenhagen, som overtog produktionen af enkelte af Kronjydens gamle produkter.